# پرواز شماره ۶۴۹۱ ترکیش ایرلاینز
پرواز شماره ۶۴۹۱ ترکیش ایرلاینز(به انگلیسی: Turkish Airlines Flight 6491) یک پرواز از استانبول ترکیه به مقصد بیشکک، قرقیزستان بود که با ۴ خدمه بود، در تاریخ ۱۶ ژانویه ۲۰۱۷ در فرودگاه بین‌المللی مناس دچار سانحه شد و مجموعاً ۳۹ کشته و ۱۴ مجروح بر جای گذاشت .